# De Gasperi, l'uomo della speranza
De Gasperi, l'uomo della speranza est une télésuite en deux parties. Elle a été diffusée le lundi 25 et le mardi 26 avril 2005 sur Rai Uno.
Le film s'intéresse à la vie d'Alcide De Gasperi, célèbre homme politique italien.

## Sources
- (it) Cet article est partiellement ou en totalité issu de l’article de Wikipédia en italien intitulé « De Gasperi, l'uomo della speranza » (voir la liste des auteurs).

## Compléments